# Número positivo
Intuitivamente, um número real n é positivo se é maior que 0.
Às vezes diz-se que n é positivo quando é maior ou igual que 0, para introduzir o termo de "estritamente positivo", que excluiria o caso "n igual a 0".
Se considerar-se que n é positivo se é maior que 0, então inclui-se o caso "n igual a 0" dizendo que não é negativo. Ou seja, -5 < 0.

## Propriedades dos números positivos
Todos os números positivos obedecem às seguintes propriedades:
1. A soma de dois números positivos resulta em um número positivo;
2. O produto de dois números positivos resulta em um número positivo.